# Anas

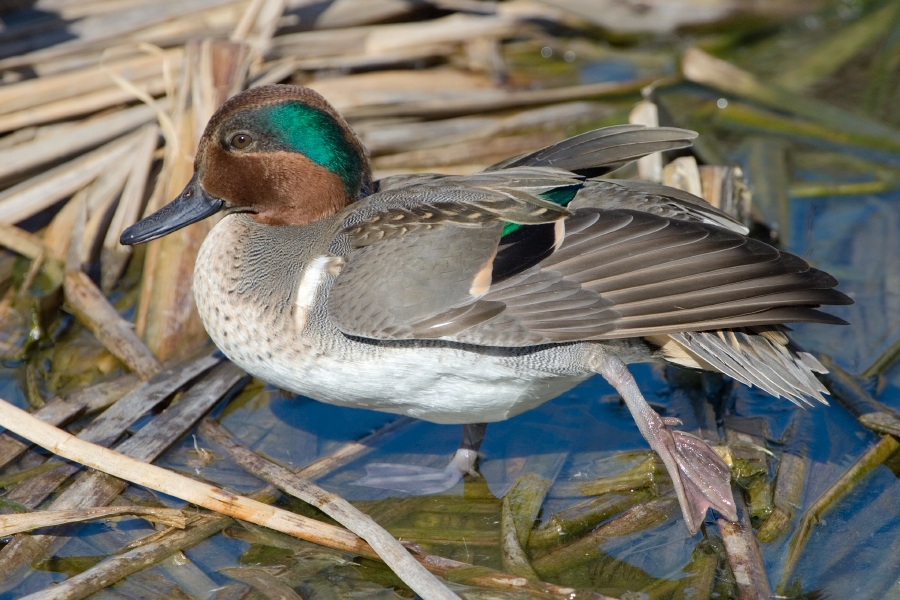
Anas carolinensis.

Anas là một chi thuộc họ Vịt. Chi này có 39 loài. Một số tác giả xem nó là một phân chi. Tuy nhiên, theo ITIS thì có 42 loài, trong khi IUCN công nhận 46 loài.

## Các loài
- Anas acuta: Vịt mốc
- Anas albogularis
- Anas americana: Vịt trời Mỹ
- Anas andium
- Anas aucklandica
- Anas bahamensis
- Anas bernieri
- Anas capensis
- Anas carolinensis
- Anas castanea
- Anas chlorotis
- Anas clypeata: Vịt mỏ thìa|
- Anas crecca: mòng két
- Anas cyanoptera
- Anas diazi
- Anas discors
- Anas eatoni
- Anas erythrorhyncha
- Anas falcata: Vịt lưỡi liềm|
- Anas flavirostris
- Anas formosa: Mòng két Baikal
- Anas fulvigula
- Anas georgica
- Anas gibberifrons
- Anas gracilis
- Anas hottentota
- Anas laysanensis: Vịt Laysan
- Anas luzonica
- Anas melleri
- Anas nesiotis
- Anas penelope: Vịt đầu vàng
- Anas platalea
- Anas platyrhynchos: vịt cổ xanh
- Anas poecilorhyncha: Vịt mỏ đốm
- Anas puna
- Anas querquedula: Mòng két mày trắng
- Anas rhynchotis
- Anas rubripes
- Anas sibilatrix
- Anas smithii
- Anas sparsa: Vịt đen châu Phi
- Anas strepera: Vịt cánh trắng
- Anas superciliosa
- Anas undulata
- Anas versicolor
- Anas wyvilliana
- Anas zonorhyncha